# 今日に恋色
「今日に恋色」（きょうにこいいろ）は、May'nの楽曲。kzが作詞・作曲を手掛けた。May'nの8枚目のシングルとして2014年1月29日にFlyingDogから発売された。

## 音楽性
本曲は、テレビアニメ『いなり、こんこん、恋いろは。』のオープニングテーマに使用された。同作が女子中学生の恋愛を扱った作品のため、切ない曲を数多く手掛けるkzに制作を依頼したという。また、実はMay'n自身がkzの熱烈なファンであるため、打ち合わせ時には彼と2人で魅力を語ったりイントロにピアノの音色を入れるよう頼むなど、細かいリクエストを幾つかしたという。
曲調は疾走感のある、切なく甘酸っぱい青春ソングに仕上がっている。

## シングルリリース
2014年1月29日にFlyingDogから発売された。May'nのシングルとしては前作「ViViD」から半年ぶりのリリースとなる。
DVD付限定盤（VTZL-74）と通常盤（VTCL-35170）の2種リリースで、限定盤には本曲のPVを収録したDVDが同梱されている。
2曲目「Soliste〜ソリスト」は、表題曲と違い、アダルティーで切なく悲しい曲に仕上がっている。
3曲目「Dear YES＞＜NO」は、恋人と会えない女の子が感情を隠して強がる気持ちを歌った遠距離恋愛の歌で、May'nによれば世界観がつかみやすかったという。

## シングル収録曲
| #         | タイトル                               | 作詞      | 作曲               | 編曲      | 編曲           | 時間  |
| --------- | -------------------------------------- | --------- | ------------------ | --------- | -------------- | ----- |
| 1.        | 「今日に恋色」                         | kz        | kz                 |           | kz             | 4:26  |
| 2.        | 「Soliste〜ソリスト」                  | 岩里祐穂  | 松下昇平、高橋陽一 |           | 松下昇平       | 4:36  |
| 3.        | 「Dear YES＞＜NO」                     | 真名杏樹  | イケガミキヨシ     |           | イケガミキヨシ | 4:10  |
| 4.        | 「今日に恋色（without May'n）」        |           |                    |           |                | 4:25  |
| 5.        | 「Soliste〜ソリスト（without May'n）」 |           |                    |           |                | 4:35  |
| 6.        | 「Dear YES＞＜NO（without May'n）」    |           |                    |           |                | 4:07  |
| 合計時間: | 合計時間:                              | 合計時間: | 合計時間:          | 合計時間: | 合計時間:      | 26:22 |

| #  | タイトル                    | 作詞 | 作曲・編曲 |
| -- | --------------------------- | ---- | ---------- |
| 1. | 「今日に恋色」(music video) |      |            |

## チャート
| チャート（2014年）                | 最高位 |
| --------------------------------- | ------ |
| オリコン                          | 17     |
| Billboard JAPAN Hot 100           | 31     |
| Billboard JAPAN Hot Singles Sales | 16     |
| Billboard JAPAN Hot Animation     | 6      |